# Bollebygd
Bollebygd é uma pequena cidade sueca na província histórica da Västergötland. Tem cerca de 4 200 habitantes, e é sede da comuna de Bollebygd. Fica situada junto à estrada nacional R40, a 37 km de Gotemburgo e 25 km de Borås.

## Economia
- Fábrica de tintas Flügger[2]

## Comunicações
- Estrada nacional R40 (Gotemburgo - Bollebygd - Borås)
- Linha de Costa a Costa (Gotemburgo - Bollebygd - Borås - Calmar - Karlskrona)